# Gare de Kami-Ōoka
La gare de Kami-Ōoka (上大岡駅, Kami-Ōoka-eki) est une gare ferroviaire de la ville de Yokohama dans la préfecture de Kanagawa au Japon.
La gare est exploitée par la Keikyū et le métro de Yokohama.

## Situation ferroviaire
Gare d'échange, elle est située au point kilométrique (PK) 30,8 de la ligne principale Keikyū et au PK 13,8 de la ligne bleue du métro de Yokohama.

## Histoire
La gare de Kami-Ōoka a été inaugurée le 1er avril 1930. Le métro de Yokohama dessert la gare depuis le 16 décembre 1972.

## Service des voyageurs

### Accueil
La gare dispose d'un bâtiment voyageurs, avec guichets, ouvert tous les jours.

### Desserte

#### Keikyū
- Ligne principale Keikyū :
  - voies 1 et 2 : direction Shinzushi, Misakiguchi et Uraga
  - voies 3 et 4 : direction Yokohama et Shinagawa

#### Métro de Yokohama
- Ligne bleue :
  - voie 1 : direction Shonandai
  - voie 2 : direction Azamino